# Fender Stratocaster
A Fender Stratocaster minden idők egyik legismertebb és legsikeresebb elektromos gitárja, melyet az amerikai Fender hangszercég gyárt és forgalmaz. Rendkívül univerzális és tiszta hangzásának köszönhetően rengeteg gitáros választja ezt a típust, képzettségétől függetlenül. Sok neves gitáros is ilyen hangszeren játszott/játszik, köztük Jimi Hendrix, Ritchie Blackmore és még sokan mások. A cégalapító Leo Fender és kollégája, Freddie Tavares fejlesztette ki 1954-ben, de a munkálatokhoz a countryzenész Bill Carson is hozzájárult. A gitárt a Fender Telecaster utódjának szánták. Jellegzetes testformáját megjelenése óta számos gitárkészítő lemásolta és másolja napjainkban is, így elterjedt kifejezéssé vált a Stratocaster-forma(mivel ez az első gitár, amelyiknek ilyen alakú a gitártestje) ami az ilyen típusú gitárok testformájára utal. A hangszer klasszikus felépítése a tömör test, a csavarozott jávorfa nyak (paliszander borítású fogólappal, vagy anélkül), végén a jellegzetes Stratocaster Headstockkal, illetve a három darab egytekercses (single-coil) hangszedő.

## Története
A Fender hangszercég az eredetileg villamosmérnök Leo Fender nevét viseli, akinek nevéhez köthető a világ első sorozatgyártású elektromos gitárjaként ismert Telecaster (eredeti nevén Broadcaster, majd Esquire) megalkotása is. A Stratocaster 1954-ben került piacra a Telecaster utódjaként. Tervezői Fender és kollégája, Freddie Tavares voltak, de tanácsaival nagy segítséget jelentett a countryzenész Bill Carson is. A hangszer páratlan karriert futott be. Napjainkig a világ vitathatatlanul legkeresettebb elektromos gitárja. Több világhírű gitáros kedvenc hangszere – e zenészek egy része rendelkezik saját nevével fémjelzett Artist modellel is. A Stratocaster lényegében a mai napig ugyanaz, mint az 1954-es modell, bár a Fender már kínál a standardtől eltérő variánsokat is. (A jelenlegi típusváltozatokat lásd lejjebb!)
A Telecaster megjelenése hatalmas sikernek számított, de évek múltán a zenészek egyre több kritikával illették játszhatóságát, nehézségét, kényelmetlen használatát. Ekkor Leo a felmerült problémákat összegezte, és azok figyelembevételével kezdett neki egyszerűen a Telénél jobb gitár megtervezésébe. A gitárnak mindenképpen modernebb formát képzelt el. Ezen alapelv alapján, párosítva a zenészek igényeivel, alakította ki a két bevágásos, profilozott testformát, amely kényelmesen fekszik rá a gitáros testére, könnyebb, és egyensúlya is ideális. A testforma mellett a technológiai fejlődés sem maradhatott el, így a Stratocaster már három egytekercses hangszedővel készült, és a húrláb is tremolókarral egészült ki.
1954-es piacra kerülése után a gitár sikerei nagyban függtek a felhasználó híres zenészektől. A Stratocaster első komoly használója Dick Dale volt, a korai 1960-as évek Surf rock zenéjének egyik úttörője. Őt követve sok más neves zenész is a Stratocaster rendszeres használója lett, majd Jimi Hendrix idejében, amikor még csak pár éve létezett a gitár, már legendának számított a hangszer.
Az 1960-as évek közepén a Fender mélyrepülésbe kezdett, mivel Leo Fender és társa, Don Randall eladták a vállalkozást a CBS-nek. Ekkor a zenészek a silányabb minőségre panaszkodva fokozatosan pártoltak el a Fender márkanévtől. Egyre több Stratocaster utánzat jelent meg a piacon, amik időnként jobb minőségűek voltak, mint a CBS által Fender márkanév alatt forgalmazott példányok. 1985-ben aztán a céget visszavásárolták a dolgozók, és a márkához hű befektetők feltámasztották a vállalkozást. A Stratocaster ismét méltó lett régi nagy híréhez, mely az egyes új modellek bevezetésével, egyedi, limitált sorozatok kiadásával máig töretlen.
Az 1980-as években a Jackson Guitars Grover Jackson vezetésével megalkotta a superstrat gitárkategóriát, mellyel a Stratocaster alapvető felépítését megtartva, de azt továbbfejlesztve, hoztak létre újabb modelleket. Az első superstrat a Jackson Soloist volt, de napjainkra számos gyártó hozott létre hasonló kópiákat, ilyen például a Steve Vai által fémjelzett Ibanez JEM típus is.

## Felépítése
A Stratocaster gitárok felépítése a modell bemutatása idején rengeteg olyan újítást hordozott magában, melyek nélkül ma már elképzelhetetlen lenne egy elektromos gitár. Ezek egy része technológiai, de vannak köztük kényelmi szempontok vezérelte fejlesztések is.

### Alapszerkezet

#### Test
A Stratocasterek hagyományosan kőris- vagy égerfából készült tömör gitártesttel rendelkeznek. A tömör test növeli ugyan a hangszer súlyát, de hosszabb és sokkal tisztább hangkitartást eredményez, mint az üreges test. A test nyak felőli részén a Telecastertől eltérően már két bevágás található. A felső végén található az elülső hevedertartó. Ez a megoldás a gitár egyensúlyát hivatott szolgálni, míg az alsó, mélyebb bevágás a magasabb hangfekvésekhez való hozzáférést segíti.
Jellemző újítás volt, hogy a test felül-középen elvékonyodik, mely amellett, hogy tetszetőssé teszi a gitárt oldalnézetből, játék közben a hangszer rásimul a gitáros testére. Ezzel egyrészt tovább javítja az egyensúlyt, másrészt kényelmesebb játékot tesz lehetővé.
A Stratocasterek védjegye még az egyedi formájú koptatólap, melyen belül vannak a hangszedők (hagyományosan 3 db egytekercses, ún. single-coil pick-up), az öt állású hangszedő-váltó, a hangerő- és a hangszínszabályzók. A koptatólap a húrlábtól egészen a nyakig tart, illetve a szabályzók felőli oldalon a gitártest széléig, így igen nagy területet foglal el a hangszer elülső felületén.

#### Nyak

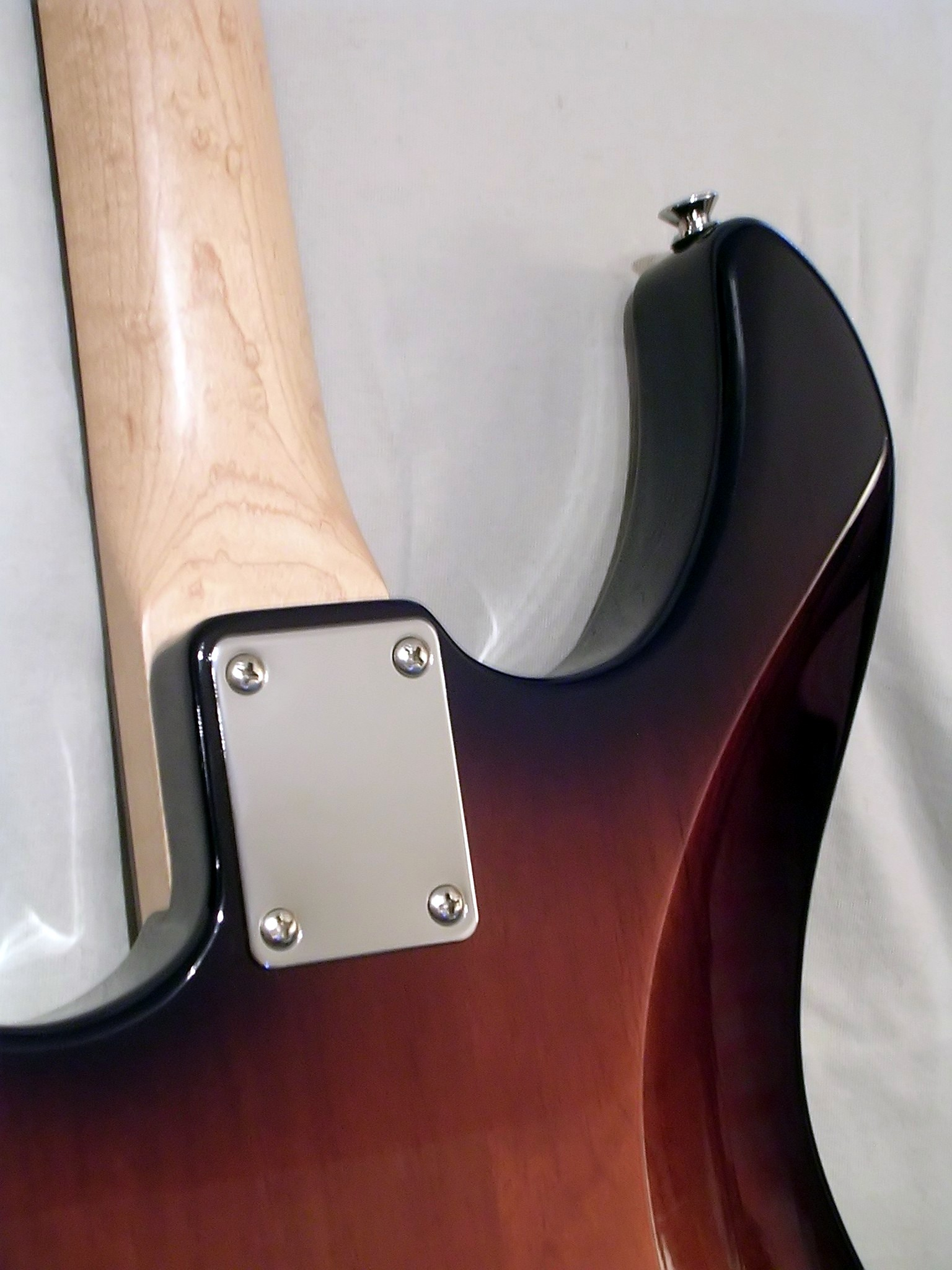
A nyak rögzítése csavarozással történik.

A nyak anyaga juhar, általában paliszander (rózsafa) fogólappal. A fogólapon jellemzően kör alakú berakások segítik a tájékozódást. A 3, 5, 7, 9, 15, 17, 19-es érintőknél egy, míg a 12-nél két berakás található. Az eredeti kiadásban 21, később bizonyos modelleknél összesen 22 érintővel rendelkező nyak a 16. érintőnél csavaros rögzítéssel kapcsolódik a testhez. A csavarozást jellemzően egy krómozott fémlappal fedik le.
Ez a nyakrögzítési megoldás karbantartási szempontból előnyös – hiszen a gitárnyakat bármikor eltávolíthatjuk, így könnyebb a tisztítása, vagy esetleg a cseréje –, viszont – használati és tárolási körülményektől függően – időnként állítani kell a nyakmerevítő pálcán, mert a csavarozott rögzítés a nyak folyamatos feszülése miatt esetleg lazulhat (rossz minőségű összeszerelés, vagy extrém igénybevétel esetén), illetve a nyak faanyaga a különböző fizikai hatásoktól (hőmérséklet-, ill. páratartalom változás) idővel deformálódhat.

#### Fej

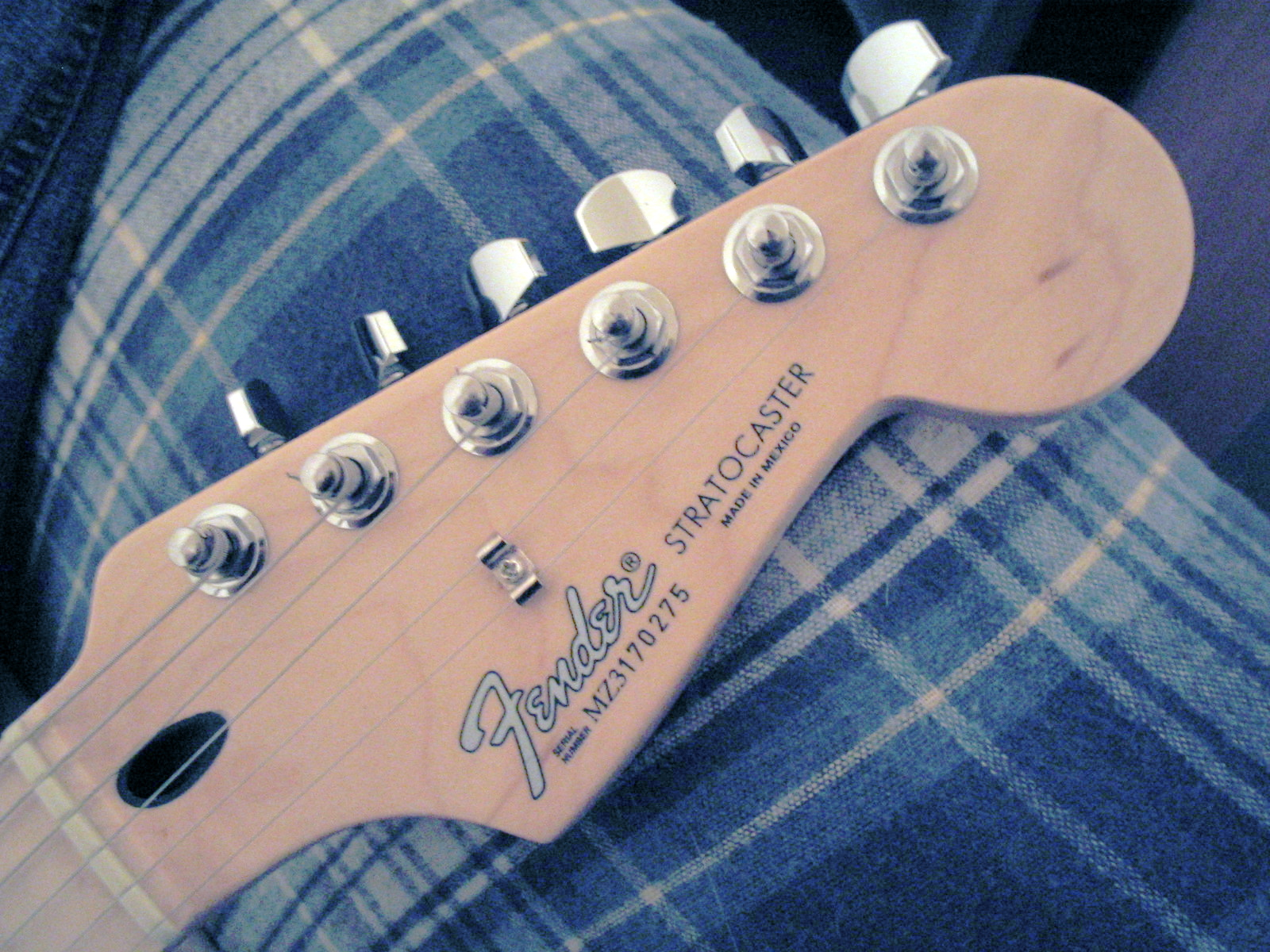
Jellegzetes Stratocaster „Headstock” a nyeregnél a merevítőpálca nyílásával. A képen egy 2003-as mexikói "Standard" modell látható.

A gitárnyak végén található a Stratocastereknél szintén oly jellegzetes formájú fej. A döntött fej lehetővé teszi, hogy a hangolókulcsok  mindegyike átláthatóan, a felső oldalon kaphasson helyet. Ez a megoldás azért előnyös, mert a húrok nem törnek meg a felső nyeregnél, így húrvezető nélkül is egyenletesen csavarodnak a hangolókulcsokra, és a nyeregre sem nehezedik nyomás. A hangolókulcsok zártak, így védve a mechanikát a szennyeződésektől. 1965-ben, amikor a CBS lett a cégtulajdonos, kijöttek egy új, nagyobb fejformával, amit azóta is gyártanak a hagyományos eredetivel együtt. A fej végén található még a nyakmerevítő-pálca állítására szolgáló nyílás is, melynek eléréséhez azonban legalább a D és G húrokat el kell távolítani.
A fej alsó részén kapott helyet a gyakran csak „spagetti-logó”-ként emlegetett Fender embléma, a hangszer típusával, sorozatszámával és gyártási helyével. A sorozatszám bizonyos modelleken a fej hátulján, míg más modellvariánsoknál a nyakrögzítő lapon található. Ez a fejforma egyébként a Fender jogvédelme alatt áll.

### Húrozás
A húrozás minden gitár esetében az egyik legfontosabb szempont a hangzás tekintetében. (Elektromos gitárok esetében természetesen a hangszedő a másik, ellentétben az akusztikus gitárokkal, ahol maga a rezgőtest.) A Fender Stratocaster húrozás tekintetében is több újítást hozott az elektromos gitárok világába.

#### Húrbefűzések
A Stratocaster hagyományosan hat húrral készül, ebből három palástolt, három sima húr. A gitár húrjait érdekes módon a hangszer hátán kell befűzni. Befűzés után a test belső része felől kerülnek rögzítésre, míg a másik végük átkerül a húrlábakon. A húrok ezután 65 centimétert „tesznek meg” a felső nyeregig – ezt nevezik skálahosszúságnak vagy menzúrának. A nyereg után a hangolókulcsok nagyjából egy vonalban vannak a húrokkal, így nincs szükség külön húrvezető használatára, bár a H és magas E' húrok kaptak egyet.

#### Húrlábak

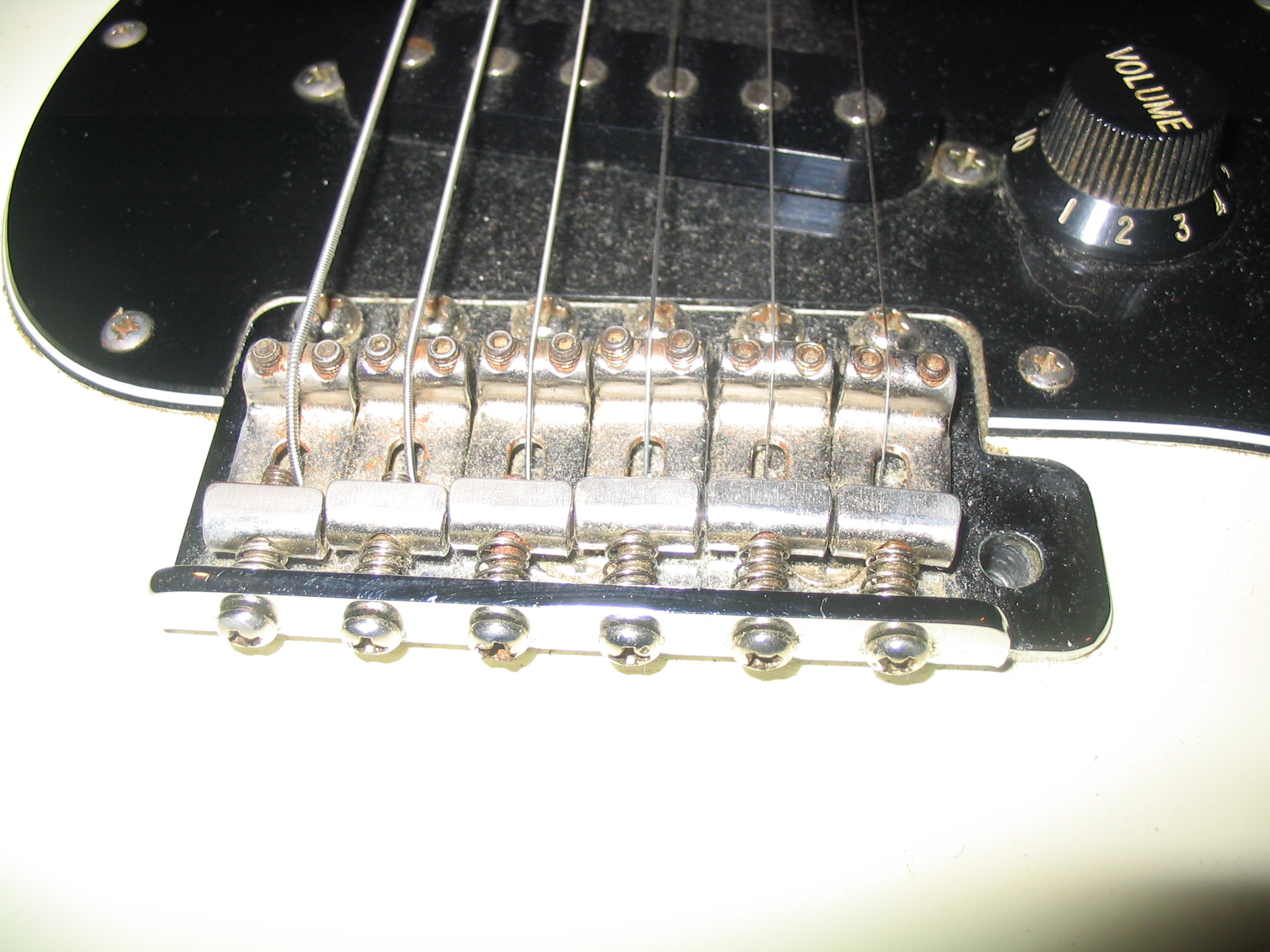
Stratocaster húrláb (Jobb oldalon látható a tremolókar számára kialakított menetes furat.)

##### Tremoló
A Stratocastereken kettő, vagy hat csuklópontos, tremolós húrlábak vannak jellemzően. A tremoló azt jelenti, hogy a húrok nyújtását játék közben a tremolókarral változtatják, ezzel az éppen játszott hang pillanatnyi hangmagasság-emelése vagy csökkentése érhető el. A tremolókarnak a gitár teste felé történő mozgatásával a húrlábak befelé megdőlnek, ezáltal a húrok feszessége csökken, így a pengetett hang frekvenciája (magassága) kisebb lesz, vagyis mélyebb hang érhető el. Léteznek tremoló nélküli, fix húrlábas - úgynevezett "Hard-Tail", továbbá Floyd Rose satus tremolórendszerrel épített modellek is.
Megjegyzés: A tremoló szó jelen esetben helytelen, hiszen zenei fogalomként a hangerő pulzáló váltakozását jelenti. A vibrato-karral felszerelt húrlábakat Leo Fender nevezte tremolónak, azóta ez a kifejezés használatos.

##### Húrvezető nyereg
A Stratocaster húrlábakon egyenként állítható mind a hat húrvezető nyereg. Ez hat, középen bevágott fémalkatrészt jelent, melyet a húr mellett kétoldalt egy-egy rugós, imbuszkulcsos csavar tart. A bevágásba feszülő húrok magassága a gitár nyakához képest ezen húrvezető nyerget tartó csavarok állásától függ. Ha az egyes húrvezetők magasan vannak, kevésbé zörögnek a húrok az egyes érintőknél, viszont ezzel együtt nehezebb lesz az egyes hangok lefogása, és az erősebb nyújtás miatt hamarabb elhangolódik a gitár. Általában szokásos beállítás a mélyebb húrok (E, A, D) magasabbra emelése, mivel a mélyebb hangok nagyobb amplitúdóval rezgetik a húrt, így az nagyobb eséllyel fog zörögni az egyes érintőknél. A magasabb húrok pedig lehetnek egészen közel a fogólaphoz (kb. 1,5 milliméter), így a gyorsabb, magasabb szólók könnyebben eljátszatók.

##### Oktávtisztaság beállítása
Egy húr behangolását követően ellenőrizni kell az egy oktávval magasabb megfelelőjét is, mert a húr esetleges nyaktól függő nyúlása miatt előfordulhat, hogy az már nem lesz tiszta. A jelenség a húrláb felé haladva fokozódik, mivel az egyre rövidebb rezgő hosszúság érzékenyebben reagál a feszesség változására.
A problémát a húrlábon lehet állítani a már említett húrvezető nyereg hátrébb helyezésével (ezáltal növelve a skálahosszúságot). Ha a húr alaphangja megegyezik a 12. érintőben hallható hanggal (egy oktáv eltéréssel természetesen), akkor pontos a beállítás. Ha a 12-es érintőben lefogott hang több, mint egy oktávval magasabb, akkor a húrvezetőt hátrébb kell állítani, ezzel növelve a húr rezgő hosszát. Ha mélyebb a kelleténél, a húrvezetőt felfelé, a nyereg irányába kell állítani.

### Elektronika

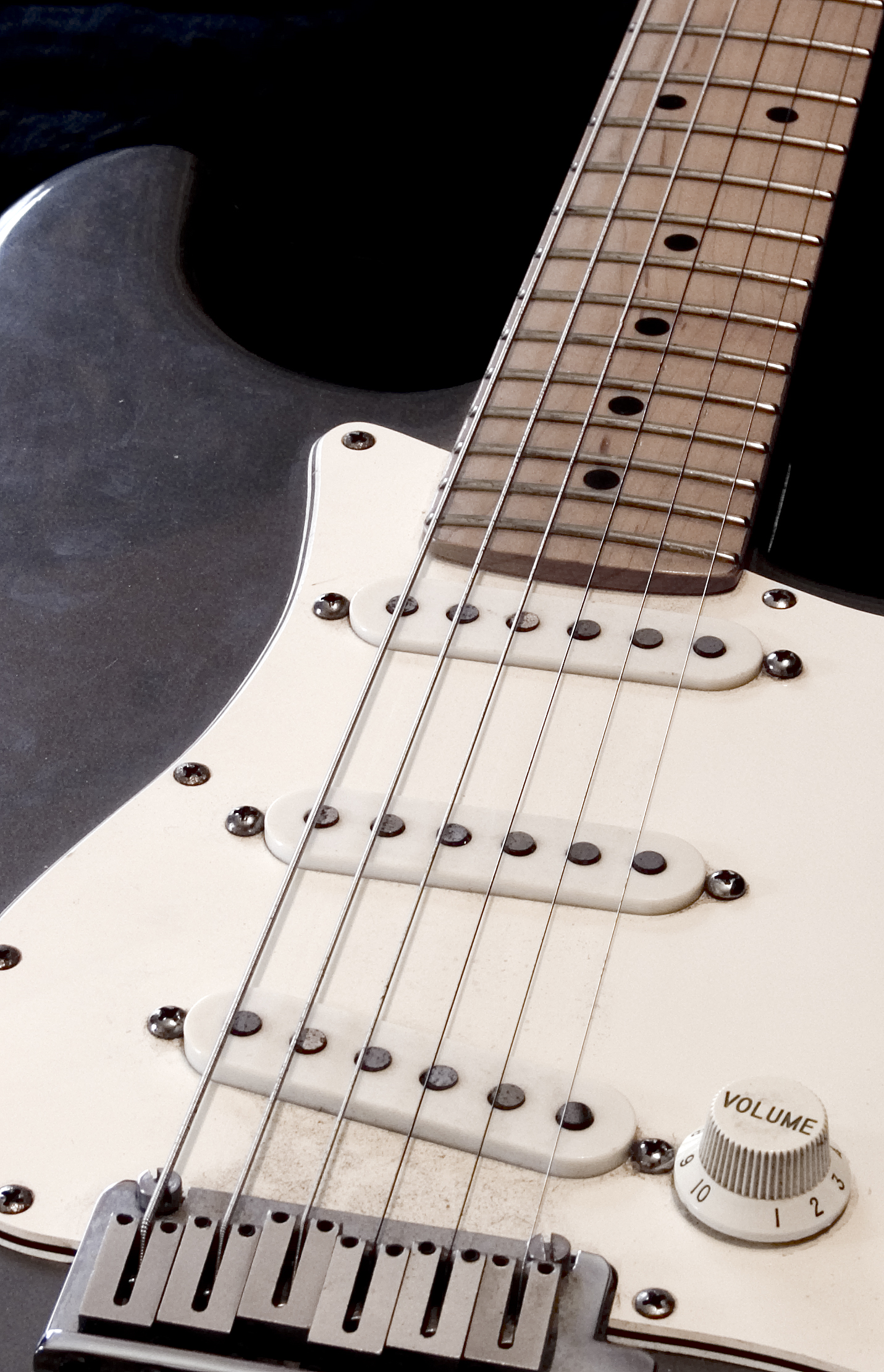
Húrláb és hangszedők

#### Hangszedők
A Stratocasterek hagyományosan három darab egytekercses (single-coil) hangszedővel rendelkeznek. Az ilyen hangszedők beállítástól függően általában fényesebb hangszínnel rendelkeznek, mint a duplán tekercselt, ún. humbucker hangszedők. A hangszedők mind más hangszínben szólalnak meg, mivel a rezgő húr különböző helyeken más és más rezgésformát, amplitúdót mutat. A húrláb felőli hangszedő a legmagasabb, leginkább csilingelő hangszínű. A nyak felé haladva egyre mélyebb, teltebb a hangzás. A hangszedők közötti váltás a korábbi modelleken egy háromállású kapcsolóval volt megoldva, de az újabb variánsokon ez a kapcsoló már ötállású, lehetővé téve ezzel a nyak-közép, és a láb-közép hangszedők egyszerre történő használatát, a hangszínek gitároldali keverését.
A hangszedők magassága, a húrokhoz képesti helyzete, a mellettük lévő csavarokkal állítható.

#### Hangerő és hangszínszabályzók
A gitár fedlapján három forgó kezelőgomb kapott helyet. Az első (a húrokhoz legközelebbi) a hangerőszabályzó, hogy pengetés közben is gyorsan állítható legyen a gitár hangereje. Ez lényegében egy szabályozható ellenállás, amely a hangszedők és a kimenet közötti jelszintre van hatással.
A hangszínszabályozók is hasonló elven működnek, azzal a különbséggel, hogy kondenzátorral is össze vannak kötve, így frekvenciafüggő hangerőszabályzóként viselkednek. Hatásuk, hogy csillapítják vagy kiemelik  a magasabb frekvenciákat, ezzel árnyalják a hangszínt.

### Előadói modellek

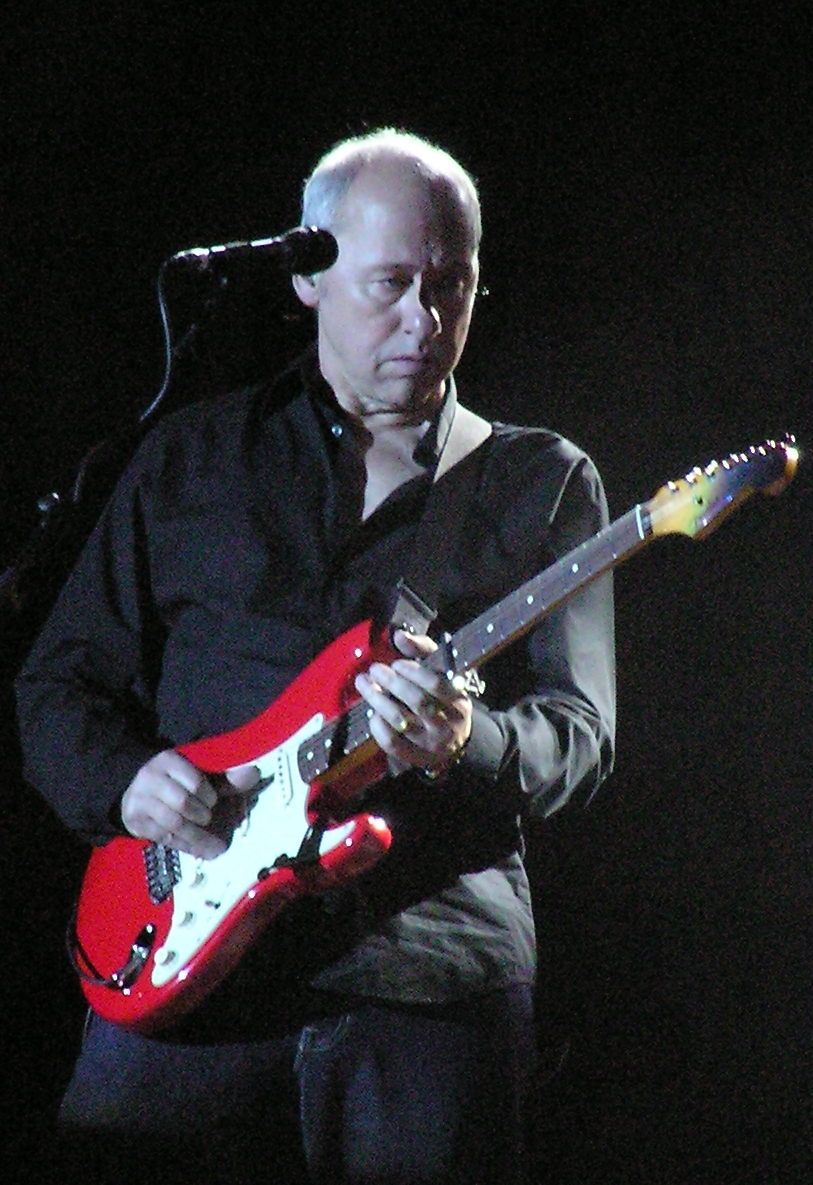
Mark Knopfler (Dire Straits) és „Hot-Rod vörös” Stratocastere

A Fender azon világhírű zenészek számára, akik a cég hangszereit preferálták, saját modellt dobott piacra.
A Custom Artist Series gitárokat a Fender Custom Shop részlege készíti. Ezek a modellek az egyes híres Stratocasterek pontos másolatai, azaz a műhely igyekszik pontosan ugyanazokat az anyagokat, alkatrészeket felhasználni, mint amiből az eredeti hangszer is készült. Sőt még az egyes sérüléseket, kopásokat, egyedi részleteket is lemásolják, hogy a darab minél jobban hasonlítson az eredetihez. Ezek a gitárok a legtöbb esetben limitált példányszámban készülnek, és igen magas áruk ellenére az egyes darabokat pillanatok alatt felvásárolják a rajongók.
A Custom Shop ezen kívül egyedi rendelésre is készít gitárokat – nem csak Stratocastereket –, aminek köszönhetően a legigényesebb Fender vásárlók kívánságait is képesek kielégíteni, hiszen az ilyen modellek teljesen testreszabhatók.

### Híres Stratocasterek
Néhány nagy gitáros saját névvel látta el kedvenc Stratocasterét.
- #0001 Strat: Az egyes sorozatszámú Stratocaster jelenleg a Pink Floyd gitárosának, David Gilmournak a tulajdonában van. A sorozatszám valós ugyan, de a nyakon szereplő dátum szerint a hangszer 1954 júniusában került ki a gyárból, vagyis a gyártás megindítása után néhány hónappal. A test színe fehér, a koptatólap aranyozott alumínium.[10]
- Brownie és Blackie: Eric Clapton híres hangszerei, amelyeket éveken át használt, majd végül jótékonysági aukciókon vált meg tőlük.
- Number One, vagy First Wife: A híres bluesgitáros Stevie Ray Vaughan egyik kedvenc hangszere volt a Number One, vagy First Wife (első feleség),[11] melynek mintájára a Fender gyártani kezdte az SRV Stratocastert. Stevie több szeretett gitárjának is adott nevet, például: Lenny, Red.

#### Egyéb neves példányok
- Buddy Holly: Last Strat

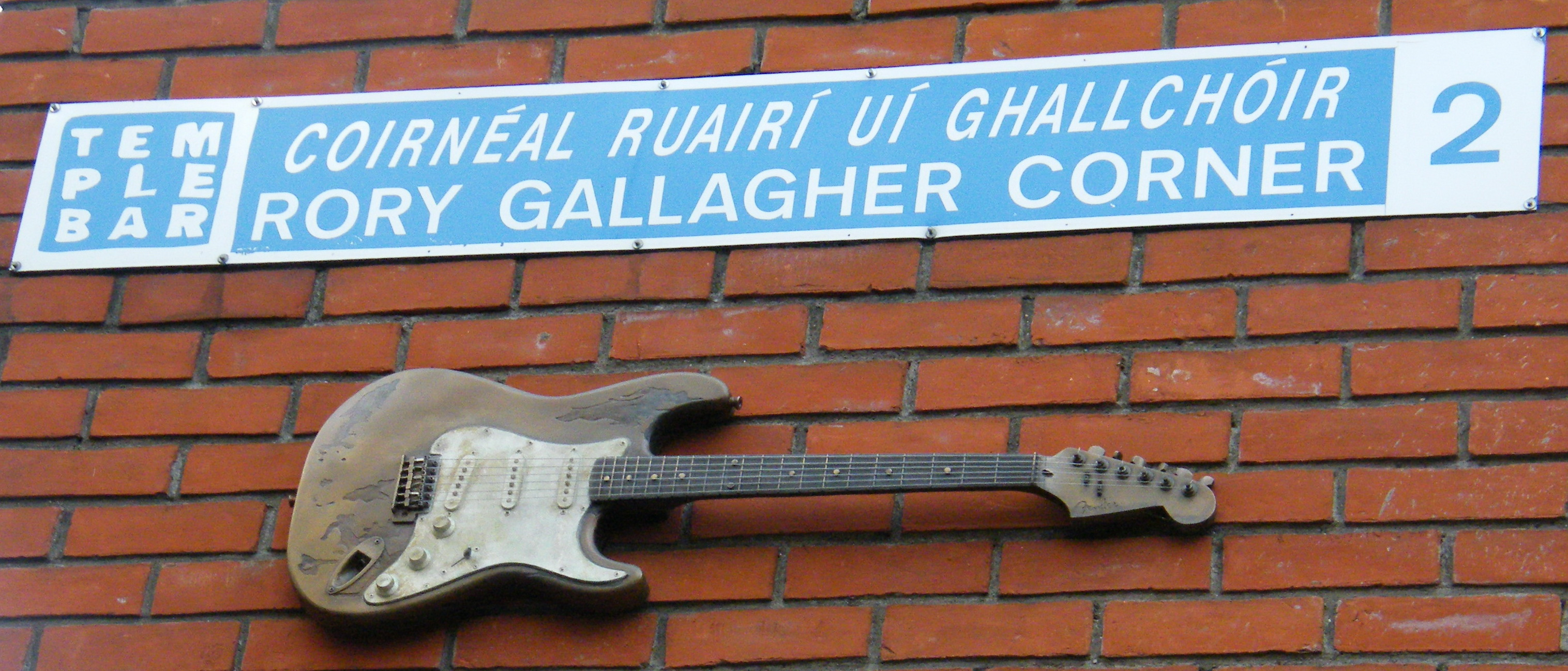
Rory Gallagher Stratocasterének életnagyságú bronzszobra a dublini Temple Barban.

- Jean-Pierre Danel: Miss Daisy, La Marquise
- George Harrison: Rocky
- Hank Marvin: Flamingo Pink Strat
- Jimi Hendrix: Woodstock Strat, Black Beauty
- Rory Gallagher: Ex-Sunburst Strat
- Ritchie Blackmore: Fender Stratocaster Olympic White
- David Gilmour: Black Strat
- Eric Clapton: Blackie, Brownie
- Chris Rea: Pinky

## Gyártási év beazonosítása sorozatszám alapján
Ez a rövid áttekintés segíthet beazonosítani egy adott gitár gyártási évét, de ki kell jelenteni, hogy csak a sorozatszám ismeretében teljes bizonyossággal megállapítani egy Fender Stratocaster építésének időpontját nem lehet. További támpontot adhatnak dátumbélyegzők különböző rejtett helyeken - ezeket csak a gitár szakszerű szétszerelése során fedhetjük fel. Néhány ilyen hely ahol érdemes bélyegzést keresni:
- nyakon a test-nyak találkozásánál
- testen a nyakfészekben
- koptatólap belső oldalán
- hangszedők belső oldalán
- tremolófészekben

Egyéb támpont lehet még több alkatrész gyártási idejének meghatározása, bár ezek esetében sokszor csak bővebb ismeretek birtokában tudunk évet meghatározni. Egy példa erre: 304435 sorozatszámot olvasunk bepréselve egy potméter házába, ebből a 304 a gyártó (Stackpole) kódja, a 435 pedig arra utal, hogy a részegységet 1954 35. hetében gyártották. Feltűnhet, hogy az évtized nem derül ki egyértelműen a sorozatszámból, de mivel tudjuk, hogy a Stackpole 1963-ig szállított be potmétereket a Fendernek így megbecsülhető. Természetesen számolni kell azzal is ilyen esetekben, hogy időközben az adott alkatrészt cserélték, és nem egyidős a gitárral. Felmerülhet a kérdés, hogy miért lényeges tudni egy Strat gyártási évét: ennek a jelentősége egy öreg, gyűjtésre érdemes példány esetében akár több tízezer dollárban is megmutatkozhat.

### CBS korszak előtt (1954 – 1965)
| sorozatszám       | év          |
| ----------------- | ----------- |
| 10.000 - 20.000   | 1954 - 1957 |
| 20.000 - 30.000   | 1958        |
| 30.000 - 40.000   | 1959        |
| 40.000 - 50.000   | 1960        |
| 50.000 - 70.000   | 1961        |
| 60.000 - 90.000   | 1962        |
| 80.000 - 90.000   | 1963        |
| 90.000 - L10.000  | 1963        |
| L10.000 - L20.000 | 1963        |
| L20.000 - L50.000 | 1964        |

### CBS korszak (1965 – 1985)
| sorozatszám       | év          |
| ----------------- | ----------- |
| L50.000 - L90.000 | 1965        |
| 100.000           | 1965        |
| 100.000 - 200.000 | 1966 - 1967 |
| 200.000           | 1968        |
| 200.000 - 300.000 | 1969 - 1970 |
| 300.000           | 1971 - 1972 |
| 300.000 - 500.000 | 1973        |
| 400.000 - 500.000 | 1974 - 1975 |
| 500.000 - 700.000 | 1976        |

1976-ban a CBS bevezetett egy áttekinthetőbbnek remélt számozást, amelyet a mai napig használnak – jóllehet 1985-ben eladták a céget egy a dolgozókból és a régi márkához hű befektetőkből álló csapatnak. A számozás nagyjából úgy néz ki, hogy az első (betű) karakterrel jelölik a gyártás évtizedét:
S – seventies – hetvenes évek
E – eighties – nyolcvanas évek
N – nineties – kilencvenes évek
Z – 2000 után
X – 2010-es évek
A második (szám) karakter jelölné a pontos évet az adott évtizeden belül, a többi 5 vagy 6 karakter pedig egy futósorszám. A beazonosítást nagyon megnehezíti, hogy az 1985-ös tulajdonosváltást megelőző, és követő néhány évben az eladások visszaesése okán felhalmozódott alkatrészek nem biztos, hogy a legyártásuk (sorszámmal ellátásuk) évében kerültek összeszerelésre, illetve piacra. Láthatjuk az alábbi lista alapján, hogy vannak átfedések.
| 76 + 5 számjegy | 1976 |
| S6 + 5 számjegy | 1976 |
| S7 + 5 számjegy | 1977 |
| S8 + 5 számjegy | 1977 |
| S7 + 5 számjegy | 1978 |
| S8 + 5 számjegy | 1978 |
| S9 + 5 számjegy | 1978 |
| S9 + 5 számjegy | 1979 |
| E0 + 5 számjegy | 1979 |
| S9 + 5 számjegy | 1980 |
| E0 + 5 számjegy | 1980 |
| E1 + 5 számjegy | 1980 |
| S9 + 5 számjegy | 1981 |
| E0 + 5 számjegy | 1981 |
| E1 + 5 számjegy | 1981 |

1982-ben bevezették az ”American Vintage Series”-t. Ezeken a modelleken nem alkalmazták a reguláris modellek esetében használt számozást, hanem egy V előtagú, és az ezt követő négy, öt, vagy hat számkarakterből álló jelöléssel látták el őket. Ezen sorozatba tartozó gitárok gyártási évét nem lehet meghatározni a sorozatszám alapján.
| E1 + 5 számjegy | 1982 |
| E2 + 5 számjegy | 1982 |
| E3 + 5 számjegy | 1982 |
| E2 + 5 számjegy | 1983 |
| E3 + 5 számjegy | 1983 |
| E3 + 5 számjegy | 1984 |
| E4 + 5 számjegy | 1984 |

### CBS utáni korszak 1985 – napjainkig (a jelölés nem változik)
| E3 + 5 számjegy | 1985 |
| E4 + 5 számjegy | 1985 |
| E4 + 5 számjegy | 1987 |

1988-ban bevezették az „Signature Series”-nél azt, hogy követik a szokásos számozást, de egy „S” előtaggal megkülönböztetik ezeket a modelleket.
| E4 + 5 számjegy        | 1988 |
| E8 + 5 számjegy        | 1988 |
| E8 + 5 számjegy        | 1989 |
| E9 + 5 számjegy        | 1989 |
| E9 + 5 számjegy        | 1990 |
| N9 + 5 számjegy        | 1990 |
| N0 + 5 számjegy        | 1990 |
| N0 + 5 számjegy        | 1991 |
| N1 + 5 vagy 6 számjegy | 1991 |
| N1 + 5 vagy 6 számjegy | 1992 |
| N2 + 5 vagy 6 számjegy | 1992 |
| N2 + 5 vagy 6 számjegy | 1993 |
| N3 + 5 vagy 6 számjegy | 1993 |
| N3 + 5 vagy 6 számjegy | 1994 |
| N4 + 5 vagy 6 számjegy | 1994 |
| N4 + 5 vagy 6 számjegy | 1995 |
| N5 + 5 vagy 6 számjegy | 1995 |
| N5 + 5 vagy 6 számjegy | 1996 |
| N6 + 5 vagy 6 számjegy | 1996 |
| N6 + 6 vagy 6 számjegy | 1997 |
| N7 + 5 vagy 6 számjegy | 1997 |
| N7 + 5 vagy 6 számjegy | 1998 |
| N8 + 5 vagy 6 számjegy | 1998 |
| N8 + 5 vagy 6 számjegy | 1999 |
| N9 + 5 vagy 6 számjegy | 1999 |

2000-ben bevezették az „American Deluxe Series”-nél azt, hogy követik a szokásos számozást, de egy „D” előtaggal megkülönböztetik ezeket a modelleket.
| N9 + 5 vagy 6 számjegy                    | 2000 |
| Z0 + 5 vagy 6 számjegy                    | 2000 |
| DZ0 + 5 vagy 6 számjegy (American Deluxe) | 2000 |
| Z0 + 5 vagy 6 számjegy                    | 2001 |
| Z1 + 5 vagy 6 számjegy                    | 2001 |
| DZ1 + 5 vagy 6 számjegy (American Deluxe) | 2001 |
| Z1 + 5 vagy 6 számjegy                    | 2002 |
| Z2 + 5 vagy 6 számjegy                    | 2002 |
| DZ2 + 5 vagy 6 számjegy (American Deluxe) | 2002 |
| Z2 + 5 vagy 6 számjegy                    | 2003 |
| Z3 + 5 vagy 6 számjegy                    | 2003 |
| DZ3 + 5 vagy 6 számjegy (American Deluxe) | 2003 |
| Z3 + 5 vagy 6 számjegy                    | 2004 |
| Z4 + 5 vagy 6 számjegy                    | 2004 |
| DZ4 + 5 vagy 6 számjegy (American Deluxe) | 2004 |
| Z4 + 5 vagy 6 számjegy                    | 2005 |
| Z5 + 5 vagy 6 számjegy                    | 2005 |
| DZ5 + 5 vagy 6 számjegy (American Deluxe) | 2005 |
| Z6 + 5 vagy 6 számjegy                    | 2006 |
| DZ6 + 5 vagy 6 számjegy (American Deluxe) | 2006 |
| Z7 + 5 vagy 6 számjegy                    | 2007 |
| DZ7 + 5 vagy 6 számjegy (American Deluxe) | 2007 |
| Z8 + 5 vagy 6 számjegy                    | 2008 |
| DZ8 + 5 vagy 6 számjegy (American Deluxe) | 2008 |
| Z9 + 5 vagy 6 számjegy                    | 2009 |
| DZ9 + 5 vagy 6 számjegy (American Deluxe) | 2009 |
| X0 + 5 vagy 6 számjegy                    | 2010 |
| DX0 + 5 vagy 6 számjegy (American Deluxe) | 2010 |

A 2010-es évtől kezdve találkozhatunk olyan számozással amelynél az első két karakter (pl. 10) jelöli a gyártási évet, vagy "X" taggal jelölik az évtizedet a következő szám pedig a pontos évet (pl. az "X0" 2010-et jelent), továbbá a "Signature Series"-nél "US" előtagot, majd kétjegyű számmal a gyártási évet jelenítik meg (pl. az "US10" 2010-et jelent).
Olyan rendhagyó sorozatszámok is léteznek amelyek önmagukban nem alkalmasak a gyártási év megbecslésére - ilyen például az Eric Johnson Stratocaster (EJ előtag, majd öt karakter futósorszám).
Az alábbi sorozatszámok eltérnek a szokásostól, áttekintésük a következő:
| AMXN + 6 számjegy „California Series”                            | 1997 – 1998        |
| DN + 6 számjegy „American Deluxe Series”                         | 1998 – 1999        |
| FN + 6 számjegy export piacra szánt gitárok felépítésük standard | évjárat ismeretlen |
| I + 6 számjegy export piacra szánt limitált számú gitárok        | 1989 – 1990        |
| CA + 5 számjegy „Gold Stratocaster”                              | 1981- 1983         |
| CC + 5 számjegy „Walnut Stratocaster”                            | 1981 - 1983        |
| GO + 5 számjegy „Gold Stratocaster”                              | 1982- 1983         |
| 5(XX) „35TH Anniversary Strat”                                   | 1989-1990          |
| G + 6 számjegy egyedi kiadás                                     | 1980               |
| T + 6 számjegy „Tribute Series”                                  | évjárat ismeretlen |
| C + 6 számjegy „Collector Series”                                | évjárat ismeretlen |

#### Mexikóban készült gitárok jelölése
| MN0 + 5 számjegy | 1990-1991 |
| MN1 + 5 számjegy | 1991-1992 |
| MN2 + 5 számjegy | 1992-1993 |
| MN3 + 5 számjegy | 1993-1994 |
| MN4 + 5 számjegy | 1994-1995 |
| MN5 + 5 számjegy | 1995-1996 |
| MN6 + 5 számjegy | 1996-1997 |
| MN7 + 5 számjegy | 1997-1998 |
| MN8 + 5 számjegy | 1998-1999 |
| MN9 + 5 számjegy | 1999-2000 |
| MZ0 + 5 számjegy | 2000-2001 |
| MZ1 + 5 számjegy | 2001-2002 |
| MZ2 + 5 számjegy | 2002-2003 |
| MZ3 + 5 számjegy | 2003-2004 |
| MZ4 + 5 számjegy | 2004-2005 |
| MZ5 + 5 számjegy | 2005-2006 |
| MZ6 + 5 számjegy | 2006-2007 |
| MZ7 + 5 számjegy | 2007-2008 |
| MZ8 + 5 számjegy | 2008-2009 |
| MZ9 + 5 számjegy | 2009-2010 |
| MX0 + 5 számjegy | 2010      |

#### Japánban készült gitárok jelölése
Jelmagyarázat:
|      | JV  | SQ  | E   | A   | B   | C   | F   | G   | H   | I   | J   | K   | L   | M   | N   | O   | P   | Q   | S   | T   | U   | V   | N   | A   | O                               | P                               | Q                               | R                               | S                               | T                               | T                               | U                               |
|      | MIJ | MIJ | MIJ | MIJ | MIJ | MIJ | MIJ | MIJ | MIJ | MIJ | MIJ | MIJ | MIJ | MIJ | MIJ | MIJ | MIJ | MIJ | MIJ | MIJ | MIJ | MIJ | CIJ | CIJ | CIJ                             | CIJ                             | CIJ                             | CIJ                             | CIJ                             | CIJ                             | MIJ                             | MIJ                             |
|      | 5   | 5   | 6   | 6   | 6   | 6   | 6   | 6   | 6   | 6   | 6   | 6   | 6   | 6   | 6   | 6   | 6   | 6   | 6   | 6   | 6   | 6   | 5   | 6   | 6 (az első számjegy mindig "0") | 6 (az első számjegy mindig "0") | 6 (az első számjegy mindig "0") | 6 (az első számjegy mindig "0") | 6 (az első számjegy mindig "0") | 6 (az első számjegy mindig "0") | 6 (az első számjegy mindig "0") | 6 (az első számjegy mindig "0") |
| 1982 | JV  |     |     |     |     |     |     |     |     |     |     |     |     |     |     |     |     |     |     |     |     |     |     |     |                                 |                                 |                                 |                                 |                                 |                                 |                                 |                                 |
| 1983 | JV  | SQ  |     |     |     |     |     |     |     |     |     |     |     |     |     |     |     |     |     |     |     |     |     |     |                                 |                                 |                                 |                                 |                                 |                                 |                                 |                                 |
| 1984 | JV  | SQ  | E   |     |     |     |     |     |     |     |     |     |     |     |     |     |     |     |     |     |     |     |     |     |                                 |                                 |                                 |                                 |                                 |                                 |                                 |                                 |
| 1985 |     |     | E   | A   | B   | C   |     |     |     |     |     |     |     |     |     |     |     |     |     |     |     |     |     |     |                                 |                                 |                                 |                                 |                                 |                                 |                                 |                                 |
| 1986 |     |     | E   | A   | B   | C   | F   |     |     |     |     |     |     |     |     |     |     |     |     |     |     |     |     |     |                                 |                                 |                                 |                                 |                                 |                                 |                                 |                                 |
| 1987 |     |     | E   |     |     |     | F   | G   |     |     |     |     |     |     |     |     |     |     |     |     |     |     |     |     |                                 |                                 |                                 |                                 |                                 |                                 |                                 |                                 |
| 1988 |     |     |     |     |     |     |     | G   | H   |     |     |     |     |     |     |     |     |     |     |     |     |     |     |     |                                 |                                 |                                 |                                 |                                 |                                 |                                 |                                 |
| 1989 |     |     |     |     |     |     |     |     | H   | I   | J   |     |     |     |     |     |     |     |     |     |     |     |     |     |                                 |                                 |                                 |                                 |                                 |                                 |                                 |                                 |
| 1990 |     |     |     |     |     |     |     |     |     | I   | J   | K   |     |     |     |     |     |     |     |     |     |     |     |     |                                 |                                 |                                 |                                 |                                 |                                 |                                 |                                 |
| 1991 |     |     |     |     |     |     |     |     |     |     |     | K   | L   |     |     |     |     |     |     |     |     |     |     |     |                                 |                                 |                                 |                                 |                                 |                                 |                                 |                                 |
| 1992 |     |     |     |     |     |     |     |     |     |     |     |     | L   | M   |     |     |     |     |     |     |     |     |     |     |                                 |                                 |                                 |                                 |                                 |                                 |                                 |                                 |
| 1993 |     |     |     |     |     |     |     |     |     |     |     |     |     | M   | N   | O   | P   | Q   |     |     |     |     |     |     |                                 |                                 |                                 |                                 |                                 |                                 |                                 |                                 |
| 1994 |     |     |     |     |     |     |     |     |     |     |     |     |     |     | N   | O   | P   | Q   | S   | T   |     |     |     |     |                                 |                                 |                                 |                                 |                                 |                                 |                                 |                                 |
| 1995 |     |     |     |     |     |     |     |     |     |     |     |     |     |     |     |     |     |     | S   | T   | U   |     | N   |     |                                 |                                 |                                 |                                 |                                 |                                 |                                 |                                 |
| 1996 |     |     |     |     |     |     |     |     |     |     |     |     |     |     |     |     |     |     |     |     | U   | V   | N   |     |                                 |                                 |                                 |                                 |                                 |                                 |                                 |                                 |
| 1997 |     |     |     |     |     |     |     |     |     |     |     |     |     |     |     |     |     |     |     |     |     | V   |     | A   | O                               |                                 |                                 |                                 |                                 |                                 |                                 |                                 |
| 1998 |     |     |     |     |     |     |     |     |     |     |     |     |     |     |     |     |     |     |     |     |     |     |     | A   | O                               |                                 |                                 |                                 |                                 |                                 |                                 |                                 |
| 1999 |     |     |     |     |     |     |     |     |     |     |     |     |     |     |     |     |     |     |     |     |     |     |     |     | O                               | P                               |                                 |                                 |                                 |                                 |                                 |                                 |
| 2000 |     |     |     |     |     |     |     |     |     |     |     |     |     |     |     |     |     |     |     |     |     |     |     |     | O                               | P                               |                                 |                                 |                                 |                                 |                                 |                                 |
| 2001 |     |     |     |     |     |     |     |     |     |     |     |     |     |     |     |     |     |     |     |     |     |     |     |     |                                 | P                               |                                 |                                 |                                 |                                 |                                 |                                 |
| 2002 |     |     |     |     |     |     |     |     |     |     |     |     |     |     |     |     |     |     |     |     |     |     |     |     |                                 | P                               | Q                               |                                 |                                 |                                 |                                 |                                 |
| 2003 |     |     |     |     |     |     |     |     |     |     |     |     |     |     |     |     |     |     |     |     |     |     |     |     |                                 |                                 | Q                               |                                 |                                 |                                 |                                 |                                 |
| 2004 |     |     |     |     |     |     |     |     |     |     |     |     |     |     |     |     |     |     |     |     |     |     |     |     |                                 |                                 | Q                               | R                               |                                 |                                 |                                 |                                 |
| 2005 |     |     |     |     |     |     |     |     |     |     |     |     |     |     |     |     |     |     |     |     |     |     |     |     |                                 |                                 |                                 | R                               |                                 |                                 |                                 |                                 |
| 2006 |     |     |     |     |     |     |     |     |     |     |     |     |     |     |     |     |     |     |     |     |     |     |     |     |                                 |                                 |                                 | R                               | S                               |                                 |                                 |                                 |
| 2007 |     |     |     |     |     |     |     |     |     |     |     |     |     |     |     |     |     |     |     |     |     |     |     |     |                                 |                                 |                                 |                                 | S                               | T                               | T                               |                                 |
| 2008 |     |     |     |     |     |     |     |     |     |     |     |     |     |     |     |     |     |     |     |     |     |     |     |     |                                 |                                 |                                 |                                 | S                               | T                               | T                               |                                 |
| 2009 |     |     |     |     |     |     |     |     |     |     |     |     |     |     |     |     |     |     |     |     |     |     |     |     |                                 |                                 |                                 |                                 |                                 |                                 | T                               |                                 |
| 2010 |     |     |     |     |     |     |     |     |     |     |     |     |     |     |     |     |     |     |     |     |     |     |     |     |                                 |                                 |                                 |                                 |                                 |                                 | T                               | U                               |

A felsorolás korántsem teljes, hiszen nem tartalmazza az FMIC által, de egyéb márkanéven továbbá Koreában, Indiában, Kínában, Indonéziában, illetve Custom Shop által Egyesült Államokban gyártott gitárokat.